# Blues Traveler
Blues Traveler é uma banda de blues norte-americana, formada em Princeton, Nova Jérsei em 1987. A banda recebeu influências de vários estilos, incluindo blues-rock, rock psicadélico, folk rock, soul, e Southern rock. São conhecidos pelo uso extensivo de segues nas suas actuações ao vivo.